# Anboto
Anboto är en bergstopp i Spanien.   Den ligger i provinsen Bizkaia och regionen Baskien, i den norra delen av landet, 300 km norr om huvudstaden Madrid. Toppen på Anboto är 1 331 meter över havet, eller 741 meter över den omgivande terrängen. Bredden vid basen är 24,0 km.
Terrängen runt Anboto är varierad.Runt Anboto är det ganska glesbefolkat, med 36 invånare per kvadratkilometer. Närmaste större samhälle är Durango, 9,7 km norr om Anboto. I omgivningarna runt Anboto växer i huvudsak blandskog.